# Свердловинний діафрагмовий насос

Принципова схема занурюваного діафрагмового агрегату насосної установки. 1 — колона НКТ; 2 — зливальний клапан; 3 — нагнітальний клапан; 4 — всмоктувальний клапан; 5 — діафрагма; 6 — осьовий канал; 7 — гвинтова пружина; 8 — циліндр; 9 — поршень; 10 — корпус; 11 — ексцентрик; 12 — опора; 13, 14  зубчасті колеса; 15 — занурюваний електродвигун; 16 — компенсаційна діафрагма; 17 — електричний кабель; 18 — спеціальний клапанний вузол

Свердловинний діафрагмовий насос приводиться в дію зануреним електродвигуном, аналогічним тому, який використовується в установках із гвинтовими насосами.

## Загальний опис
Установка з діафрагмовим насосом (УДН) складається з наземного та зануреного обладнання. Наземне обладнання аналогічне обладнанню для експлуатації свердловин гвинтовими насосами. Занурений агрегат спускається в свердловину на колоні НКТ, а живлення електродвигуна здійснюється по кабелю, який закріплюється на колоні НКТ.
Схема зануреного агрегата показана на рисунку. Глибинний насос складається з двох частин: верхньої, в якій розміщена кругла діафрагма 5, що ділить цю частину на наддіафрагмову порожнину і є, по суті, насосом із нагнітальним клапаном 3 і всмоктувальним клапаном 4, і нижню піддіафрагмову порожнину А, яка заповнена мастилом. Порожнина А утворена діафрагмою 5, а також парою «циліндр 8 — поршень 9», які розміщені в корпусі 10, у верхній частині якого є осьовий канал 6, сполучений з камерою А. Зверху поршень підпружинений гвинтовою пружиною 7. Між занурюваним електродвигуном 15 і поршнем 9 є камера Б, також заповнена мастилом. У нижній частині поршень 9 контактує з ексцентриком 11, закріпленим на осі в опорі 12. На цій же осі закріплено зубчасте колесо 13. Друге зубчасте колесо 14 закріплено на вихідному валу зануреного електродвигуна 15. Зубчасті колеса 13 і 14 утворюють кутову зубчасту передачу. У нижній частині зануреного двигуна є компенсаційна діафрагма 16. Електродвигун, камери А і Б заповнені тим самим мастилом. Камери А і Б можуть сполучатись через спеціальний клапанний вузол 18, розташований у корпусі 10. Камера А має певний об'єм, а отже, і об'єм мастила в ній. Витоки мастила з камери А через зазор «циліндрпоршень» в камеру Б призводять до відкриття клапанного вузла 18 і поповнення мастила в камері А. Надлишки мастила в камері А також скидаються в камеру Б клапанним вузлом 18. Електричне живлення до занурюваного електродвигуна подається по кабелю 17.
Принцип роботи насоса наступний. Обертання вала двигуна приводить у дію кутову зубчасту передачу. Разом із обертанням зубчастого колеса 13 обертається ексцентрик 11, приводячи в зворотно-поступальний рух поршень 9, притиснутий до ексцентрика пружиною 7. На схемі (рис.) показано нижнє положення поршня. Оскільки об'єм камери А постійний, простір, звільнений поршнем у циліндрі, заповнюється мастилом і діафрагма займає нижнє положення, показане на рисунку. За час руху поршня вниз тиск у наддіафрагмовій порожнині знижується, нагнітальний клапан закривається, відкривається всмоктувальний клапан і продукція свердловини надходить у наддіафрагмову порожнину. Під час ходу поршня вгору тиск у камері А підвищується, приводячи до переміщення вгору і діафрагму. Тиск у наддіафрагмовій порожнині підвищується, всмоктувальний клапан 4 закривається, а нагнітальний клапан 3 відкривається; рідина з наддіафрагмової порожнини витісняється у колону НКТ. Зміна об'єму камери Б при русі поршня змінює і об'єм мастила у ній. Ці зміни компенсуються компенсаційною діафрагмою 16.
Діафрагмові насосні установки призначені для експлуатації свердловин із агресивною продукцією, що також містить механічні домішки. Це пов'язано з тим, що продукція, що відкачується, не контактує з рухомими деталями занурюваного агрегата, будучи відділеною від них діафрагмою.